# Sorbitol
Sorbitolul (mai rar cunoscut și ca glucitol) este un poliol cu gust dulce care poate fi obținut în urma reducerii glucozei, prin transformarea grupei aldehidă în grupă hidroxil. Marea majoritate a sorbitolului este obținut din siropul de porumb, însă acesta se află și în compoziția unor fructe precum mere, pere, piersici sau prune. Este un izomer al manitolului, un alt polilol, iar diferența dintre cei doi este dată de orientarea grupei hidroxil de la atomul de carbon din poziția 2.